# Banka Koljuchka
Koordinaten: 67° 39′ S, 45° 57′ O
Die Banka Koljuchka (englische Transkription von russisch Банка Колючка Banka Koljutschka) ist eine Bank vor der Küste des ostantarktischen Enderbylands. Sie liegt gemeinsam mit der Banka Oreshek unmittelbar westlich der Kap Feoktistow in der Alaschejewbucht vor den Thala Hills.
Russische Wissenschaftler benannten sie. Der weitere Benennungshintergrund ist nicht überliefert.